# William Claflin
William Claflin (6 de Março de 1818 – 5 de Janeiro de 1905) foi um político, empresário e filantropo americano de Massachusetts. Exerceu como o 27º Governador da Comunidade de Massachusetts de 1869 até 1872 e como membro do Congresso dos Estados Unidos de 1877 até 1881. Também exerceu como presidente do Comitê Nacional Republicano de 1868 até 1872, exercendo como uma força moderadora entre as alas Radical e moderada do Partido Republicano. Seu nome é dado à Universidade Claflin, na Carolina do Sul, uma faculdade historicamente negra fundada com financiamento dele e de seu pai.
Claflin estudou na Universidade Brown e trabalhou no comércio de fabricação de calçados de seu pai antes de tornar-se um sócio. Um oponente da escravidão, ajudou a criar o Partido Solo Livre do estado antes de apropriar da criação do Partido Republicano do estado na década de 1860. Apoiou muitas reformas sociais, incluindo o aumento dos direitos de propriedade e de voto das mulheres, e foi o primeiro governador do estado a apoiar ativamente o sufrágio total das mulheres. Apoiou muitas causas beneficentes e promoveu o desenvolvimento da aldeia de Newtonville, onde ficava sua propriedade rural.

## Primeiros anos e negócios
William Claflin nasceu no dia 6 de Março de 1818 em Milford, Massachusetts, filho de Lee e Sarah (Adams) Claflin. Lee Claflin era proprietário de uma fábrica de curtumes e calçados em Milford e abolicionista politicamente ativo. William estudou primeiro nas escolas locais e depois na Milford Academy, antes de matricular-se na Universidade Brown em 1833. Sua mãe morreu em 1834 e sua saúde era precária, então deixou a escola e ingressou nos negócios de seu pai. Depois de três anos, com sua saúde não melhorando, viajou para St. Louis, Missouri, onde de 1838 até 1844 trabalhou no comércio de artigos de couro por atacado. Voltou a Massachusetts depois que sua saúde melhorou, onde voltou aos negócios da família e estabeleceu-se em Hopkinton.
O pai de Claflin começou sua fabricação de calçados em parceria com Nathan Parker Coburn, e William juntou-se à parceria, formando um negócio que durou até a década de 1890. Expandiram o negócio que Lee Claflin fundou, eventualmente construindo uma das maiores fábricas de botas da Nova Inglaterra no Sul de Framingham em 1882. Claflin e Coburn continuariam em parceria até 1878, quando Claflin retirou-se da participação, e sua parceria foi finalmente dissolvida no final de 1891 com a aposentadoria de Coburn. Os ativos da empresa, incluindo fábricas em Framingham, Hopkinton e Milford, foram então adquiridas por sócios mais jovens.

## Política
Claflin seguiu seu pai na política e na religião metodista, opondo-se à expansão da escravidão e promovendo outras reformas sociais. Era membro do "Bird Club", uma organização política formada pelo empresário Francis W. Bird, cujos membros dominaram grande parte da política do estado entre as décadas de 1850 e 1870. Seus membros eram empresários predominantemente ricos que favoreciam a abolição e engajavam-se em reformas sociais filantrópicas. Em 1848, Claflin ajudou a fundar o Partido Solo Livre em Massachusetts, sob cuja bandeira venceu a eleição para a Câmara dos Representantes de Massachusetts naquele ano. Exerceu de 1849 até 1853, quando os Sabe Nada (com quem recusou-se a entrar) aniquilaram os partidos antigos. Tornou-se ativo em 1854 e 1855 na fundação do Partido Republicano do estado e exerceu como presidente estadual por vários anos. Foi eleito para o senado do estado em 1859 como Republicano e tornou-se presidente do Senado em 1861. Desenvolveu uma forte associação política e amizade com o colega Solo Livre e Republicano Henry Wilson, e foi uma das forças dominantes na criação do Partido Republicano do estado na década de 1860.
Em 1865, Claflin foi eleito Vice-Governador sob a Governança de Alexander H. Bullock, vencendo a reeleição duas vezes na mesma chapa. Foi eleito governador em 1868 e exerceu três mandatos no cargo, derrotando John Quincy Adams II toda vez.
Claflin foi o primeiro governador a apoiar ativamente e promover o sufrágio total das mulheres. Ampliou com sucesso às mulheres maiores direitos legais, especialmente nas áreas de divórcio e direito contratual. Defendeu a reforma penitenciária, criando um Conselho de Comissários Penitenciários e criou a primeira comissão estadual de saúde pública. Em uma tentativa de manter o apoio trabalhista ameaçado pelo nascente Partido da Reforma Trabalhista, a legislatura Republicana criou um departamento de estatísticas trabalhistas, o primeiro órgão desse tipo no país.
Claflin opôs-se ao apoio do estado para as Ferrovias de Boston, Hartford e Erie, vetando um empréstimo para essa ferrovia, enquanto o estado estava emprestando apoio financeiro à construção do Túnel Hoosac. O veto foi uma jogada politicamente cara, que, combinado com a perda de votos trabalhistas para o Partido da Reforma Trabalhista, resultou na menor margem de vitória de um Republicano até hoje nas disputas de governador nas eleições de 1870. Como resultado desse desempenho fraco, Claflin foi visto como um fraco candidato à reeleição e recusou-se a permanecer em 1871; também não compareceu à convenção estadual de indicação. A indicação Republicana foi para o vencedor final da eleição, William B. Washburn. A eleição de Washburn sinalizou o fim da influência do Bird Club como uma força unificadora na política estadual Republicana.
Durante a década de 1860, Claflin continuou ativo em altos níveis da política partidária, sendo nomeado para o comitê executivo nacional do Partido Republicano em 1864. Nesse cargo, foi uma força mediadora crítica entre grupos radicais e conservadoras do partido, promovendo o moderado Schuyler Colfax para vice-presidente com Ulysses S. Grant nas eleições de 1868. Em 1868, foi eleito presidente do partido nacional. Relutantemente promoveu Grant para presidente nas eleições de 1872, infeliz por Grant ter dado poder de apoio em Massachusetts ao controverso ex-general Benjamin Butler. Afastou-se da presidência quando Henry Wilson recebeu a indicação de vice-presidente.
Juntamente com seu pai, Claflin doou fundos para comprar terras para a Universidade Claflin, a universidade metodista historicamente negra na Carolina do Sul. A universidade foi fundada em 1869 e recebeu o nome em homenagem a seu pai. Claflin também apoiou significativamente o ensino superior para as mulheres, assinando cartas para a Wellesley College e Mount Holyoke College, ambas faculdades femininas, enquanto era governador. Esteve no conselho de administradores até certo ponto de muitas dessas escolas, bem como na Universidade Wesleyan (que seu pai também ajudou a fundar) e na Universidade Harvard, ambas com diplomas honorários.

## Últimos anos
Claflin voltou aos negócios e apoiou atividades filantrópicas (muitas relacionadas à Igreja Metodista, na qual atuava) depois de deixar o Congresso. Morreu no dia 5 de Janeiro de 1905 em sua casa em Newton e foi sepultado no Newton Cemetery. Casou-se duas vezes. Seu primeiro casamento foi em 1839 com Nancy (Warren) Harding de Milford, com quem teve uma filha antes de morrer em 1842. O segundo casamento, em 1845, foi com Mary Bucklin, de Hopkinton, com quem teve cinco filhos, apenas dois dos quais sobrevivera. Seu filho Adams Claflin desempenhou um papel importante na prestação de serviço de bonde para Newton.
Claflin foi uma força importante no desenvolvimento da aldeia de Newtonville em Newton, Massachusetts. Em 1854, comprou uma fazenda que já fora de propriedade de dois governadores: Simon Bradstreet (governador do século XVII da Colônia da Baía de Massachusetts) e William Hull, governador do Território de Michigan. Claflin mudou a mansão de Hull para um lado da propriedade e construiu uma nova na antiga estrutura. Subdividiu partes da propriedade para desenvolvimento e foi responsável pela construção do Bloco Claflin em Newtonville. Após sua morte, a associação local de melhoramento cívico comprou o restante da propriedade de Claflin e deu à cidade. O terreno agora é o local dos campos esportivos da Newton North High School. A Escola Claflin de Newtonville é nomeada em sua homenagem.